# Тхэквондо (фильм)
«Тхэквондо» (исп. Taekwondo) — аргентинский фильм-драма 2016 года, поставленный режиссёрами Марко Бергером и Мартином Фариной. Мировая премьера ленты состоялась 16 апреля 2016 года на кинофестивале в Буэнос-Айресе. В октябре 2016 года фильм принимал участие в конкурсной программе ЛГБТ-фильмов «Солнечный зайчик» на 46-м Киевском международном кинофестивале «Молодость» и получил награду как лучший фильм программы.

## Сюжет
Фернандо проводит летний отпуск с семью друзьями детства на своей вилле в Эсейса (Большой Буэнос-Айрес). Он решил пригласить на отдых новичка, одного из своих коллег по тхэквондо по имени Герман, который является геем, о чём друзья хозяина виллы не знают. Пока мужчины отдыхают в бассейне, пьют алкоголь, курят и рассказывают друг другу самые интимные подробности своей жизни, демонстрируя игривую свободу, словно дети в лагере отдыха, Фернандо и Герман сильно желают остаться в одиночестве.